# Zapowiedzi
Zapowiedzi – publiczne ogłoszenie przez proboszcza parafii, zamiaru wstąpienia w związek małżeński danych członków wspólnoty wiernych. Zapowiedzi stanowią jeden z elementów tak zwanego dochodzenia przedślubnego.

## Cel zapowiedzi
Zapowiedzi mają na celu:
1. poinformowanie wiernych o zamiarze zawarcia małżeństwa przez nupturientów.
2. zbadanie czy nic nie stoi na drodze do ważnego i godziwego zawarcia małżeństwa (wykrycie ewentualnych przeszkód).
3. wezwanie do modlitwy za nupturientów.
4. dawniej zapobieganie małżeństwom zawieranym tajemnie (matrimonia clandestina).
5. dawniej zapobieganie małżeństwom zawieranym bez wiedzy rodziców.

## Nazwa
W przypadku omawianej instytucji kanonicznej teksty łacińskie, będące wiążącymi dla prawodawstwa kościelnego, na ogół zawierają jednoczłonowe określenie denuntiatio, publicatio, edicto, crida lub bannum  bez dodatkowych dookreśleń, a jedynie incydentalnie używają rzeczownika matrimonium lub przymiotnika matrimonialis. Idąc tym śladem najpoprawniejsze byłoby używanie bardzo mocno osadzonego w polskiej literaturze kanonistycznej zwrotu „zapowiedzi” z ewentualnym dodatkiem „małżeńskie” lub „małżeństwa”. Pozostałe formy, używane przez polskich kanonistów (ślubne, ślubu, przedślubne, przedmałżeńskie) są niepoprawne pod względem traduktologicznym i semantycznym.

## Historia
Pierwszej wzmianki o zapowiedziach małżeńskich można upatrywać w pochodzącym z około 207 roku traktacie O wstydliwości (De pudicita) Tertuliana. Tertulian relacjonuje (jako praktykę już zastaną), że projektowane związku małżeńskie są wcześniej ogłaszane w kościołach.
Pod koniec VII wieku, w Mszale z Reuen (zawierającym przepisy o charakterze liturgicznym, a nie prawnym) nakazuje się duchownemu zapytanie nupturientów oraz, jeśli są, ich rodziców, czy związek ten chcą zawrzeć zgodnie z prawem.
W 791 roku w Forojulii Ojcowie synodalni postanowili, by nupturientów za pośrednictwem ich sąsiadów i przodków, zbadać na okoliczność zachodzenia przeszkody pokrewieństwa.
W 802 roku kościelną instytucję zapowiedzi małżeńskich wzmocniła swym autorytetem władza świecka. Przepisy zawarte w Kapitularzu Karola Wielkiego nakazywały, by proboszcz zbadał, czy nie zachodzi między narzeczonymi jakaś przeszkoda kanoniczna, ze szczególnym uwzględnieniem przeszkody pokrewieństwa, węzła małżeńskiego, a także narzeczeństwa oraz cudzołóstwa z inną osobą.
Kluczowym dla rozwoju prawa o stwierdzeniu kanonicznej zdolności stron do zawarcia małżeństwa, szczególnie zaś dla rozwoju zapowiedzi, jest pochodzący z synodu paryskiego z 1197 roku, przepis Odona z Sully (zwanego także Odem de Soliaco – kwestia tłumaczenia). Wprowadzone przez Odona przepisy nakazywały, by każdy związek małżeński poprzedzony został trzykrotnym pytaniem kapłana skierowanym do parafian, o praworządność nupturientów. Kapłan miał o to pytać w trzy niedziele lub inne dni świąteczne. Za niewypełnienie tego obowiązku synod nakładał karę ekskomuniki.
Kolejnym przepisem ważnym dla rozwoju dochodzenia przedślubnego, jest fragment postanowień synodu londyńskiego z 1200 r. Synod londyński postanawiał, by zamiar zawarcia małżeństwa był trzykrotnie głoszony w parafii.
Postanowienia Soboru laterańskiego IV z 1215 roku było przełomowe dla prawa o stwierdzeniu kanonicznej zdolności stron do zawarcia małżeństwa. Były one pierwszymi postanowieniami o charakterze powszechnym związanymi z dochodzeniem przedślubnym. Postanowienia laterańskie pełne luk prawnych bogato lecz i niejednorodnie uzupełniało prawo partykularne.
Unifikacji bogatego zasobu przepisów lokalnych dokonali w 1563 roku, Ojcowie Soboru trydenckiego w Dekrecie Tametsi. Przepisy zawarte w tym dekrecie wraz z odpowiedziami i decyzjami tak zwanej Kongregacji Soboru, mającej za zadanie autentyczne tłumaczenie postanowień trydenckich, normowały zawieranie małżeństw w Kościele katolickim, a w tym stwierdzenie zdolności stron do jego zawarcia.

## Historia zapowiedzi w Polsce

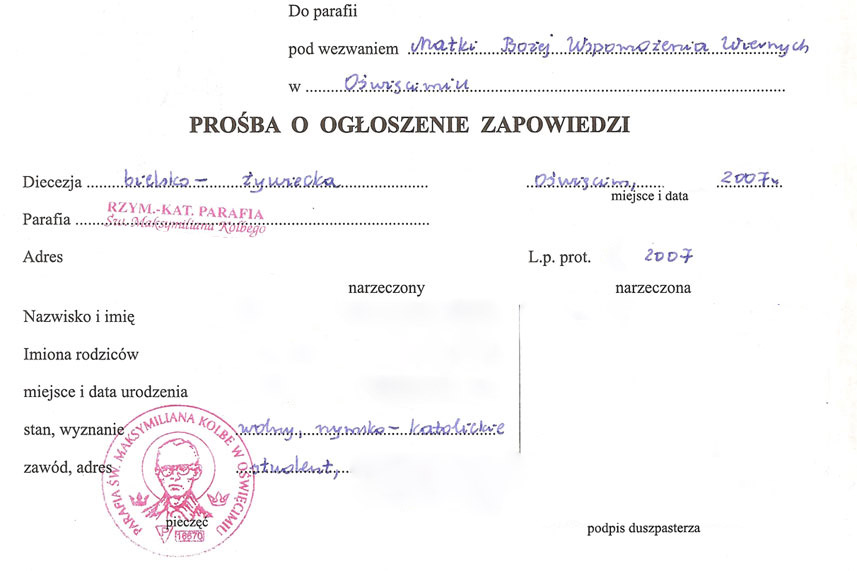
Prośba o wygłoszenie zapowiedzi kierowana do proboszcza drugiego współmałżonka

Pierwsze wzmianki o zapowiedziach małżeńskich w Polsce spotykamy w tekście synodu wrocławskiego przeprowadzonego za legata papieskiego Jakuba (Jacques Pantaleon, późniejszy papież Urban IV) w 1248 roku. W roku 1406 na zjeździe w Piotrkowie szlachta polska wystąpiła przeciw głoszeniu zapowiedzi. Powodem tego było  przede wszystkim niezadowolenie wynikające ze zrównania możnych z poddanym im ludem. Drogę do zniesienia obowiązku głoszenia zapowiedzi rodzin szlacheckich, utorowały statuty biskupa płockiego Jakuba z Korzkwi z 1398 roku, które zwalniały z tego obowiązku rodziny panujące. Duchowieństwo polskie czyniło w tym kierunku spore ustępstwa wobec szlachty, jednocześnie przekonując stan szlachecki do tego, że zapowiedzi służą stronom, gdyż mają zapobiegać małżeństwom zawieranym nieważnie. Liczne ustępstwa poczynione na rzecz szlachty ostatecznie doprowadziły do konieczności ujednolicenia stanowiska Kościoła Polskiego w materii zapowiedzi. Takowego dokonały synody gnieźnieński i łęczycki z 1512 roku oraz włocławski z 1516 roku, które nakazały trzykrotne głoszenie zapowiedzi wszystkich małżeństw nawet w dni powszednie w czasie jednego tygodnia, zaś co do związków szlacheckich można było się uchylić od tego obowiązku, mając  jednak świadomość ujemnych tego skutków. Ostatecznie wielowiekowy spór o głoszenie zapowiedzi małżeńskich zakończył się na korzyść szlachty. Jednak zwycięstwo to było krótkotrwałe, gdyż już w 1563 roku dekret Tametsi Soboru trydenckiego nakazał głosić zapowiedzi trzykrotnie, nie wyłączając przy tym małżeństw rodzin szlacheckich. Dekret ten został ogłoszony na  synodzie w Piotrkowie w 1577 roku i wtedy zaczął obowiązywać na ziemiach polskich. Wtedy też wszelka opozycja musiała zamilknąć. Podobne problemy związane z głoszeniem zapowiedzi małżeńskich miały miejsce również w innych krajach. Szczególnie głośno wybrzmiały jednak w Polsce, gdzie szlachta cieszyła się złotą wolnością. Wśród przyczyn pchających szlachtę do uchylania się spod prawa o zapowiedziach należy wymienić trzy: oficjalną – nieopóźnianie ślubu; faktyczną – buta szlachecka uważająca zapowiedzi za akt upokorzenia (jako że małżeństwa plebsu również były zapowiadane, szlachta była traktowana na równi ze swoimi podwładnymi); dodatkową – chciwość duchowieństwa liczącego na hojniejszą zapłatę za obrzęd ślubny dokonywany przeciw przepisom Kościoła.

## Aktualnie obowiązujący stan prawny w Polsce
Konferencja Episkopatu Polski, zgodnie z Kodeksem Prawa Kanonicznego, postanowiła w 1986 roku, że każde zamierzone małżeństwo musi być podane do publicznej zapowiedzi nawet wówczas, gdy duszpasterz jest moralnie przekonany o stanie wolnym narzeczonych. Zapowiedzi mają być głoszone w parafiach stałego i tymczasowego miejsca zamieszkania każdej ze stron. Wygłasza się dwie zapowiedzi. Episkopat pozwala na wygłoszenie zapowiedzi przez ich umieszczenie na tablicy ogłoszeń (szczególnie w dużych, miejskich parafiach). Mają tam być widoczne przez osiem dni, w czasie których przypadają dwa dni świąteczne. W mniejszych parafiach, szczególnie wiejskich, pozostaje aktualna dawna forma, mianowicie ustnego wygłaszania zapowiedzi przez dwa dni świąteczne (niedziela lub uroczystość obowiązująca). Gdyby narzeczeni w ciągu sześciu miesięcy od daty wygłoszenia zapowiedzi nie zawarli związku małżeńskiego, należałoby je powtórzyć przy ponownym przygotowywaniu się do tego sakramentu. Jedna ze stron (jeśli jest z innej parafii) ma dostarczyć do kancelarii parafialnej, gdzie ma być ślub, zaświadczenie o wygłoszeniu zapowiedzi. 
Należy zauważyć, w dobie powszechnej anonimowości wiernych, szczególnie w wypadku parafii wielkomiejskich i miejskich, zapowiedzi małżeńskie nie spełniają już swoich funkcji. 

## Małżeństwa wolne od zapowiedzi
1. małżeństwa tajne (na mocy prawa kodeksowego).
2. małżeństwa zawierane za dyspensą od przeszkody różności religii (na mocy prawa partykularnego [na przykładzie Polski])[13].
3. małżeństwa mieszane zawierane za dyspensą od formy kanonicznej (na mocy tejże dyspensy [na przykładzie Polski])[13].
4. małżeństwa zawierane w niebezpieczeństwie śmierci (na mocy prawa kodeksowego).
5. małżeństwa zawierane w nagłych wypadkach (na mocy epikii).
6. małżeństwa rodzin panujących (na mocy niepamiętnego zwyczaju).

Do nich należy dodać małżeństwa, które uzyskały dyspensę od zapowiedzi.